# 奇尼霍群岛
奇尼霍群岛（西班牙語：Archipiélago Chinijo）是西班牙加那利群岛中的一个小群岛，位于整个群岛的东北部，兰萨罗特岛的北边。该群岛包括蒙塔尼亚克拉拉岛、阿莱格兰萨岛、格拉西奥萨岛、东岩和西岩。群岛由兰萨罗特岛管理，在行政上隶属于特吉塞市镇。格拉西奥萨岛是唯一有人居住的岛屿，人口数量约为700人。
群岛名字是当地一个俗语形容词，用来形容“小”的东西。
该群岛是成立于1986年的奇尼霍群岛自然公园的一部分。自然公园的面积为91.12平方公里，还包括群岛由兰萨罗特岛北部岩石海岸的一部分。自然公园与另外设置的一个海洋保护区互相重叠。欧盟在1994年为鸟类设置了一个特別保護區。